# مايد محسن
مايد محسن مصبح (مواليد 19 أغسطس 1996، لاعب كرة قدم إماراتي ابن الحارس الإماراتي السابق محسن مصباح يجيد اللعب كحارس مرمى يلعب حالياً مع نادي الشارقة في دوري الخليج العربي الإماراتي .

## نادي شباب الأهلي دبي
كان يلعب مع النادي الأهلي وبعد دمج أندية الأهلي و نادي الشباب ونادي دبي تحت مسمى نادي شباب الأهلي تم ضمه إلى نادي شباب الأهلي .

## نادي الشارقة
إنتقل إلى نادي الشارقة في عام 2019.

## نادي ليغانيس
وقع عقد احتراف مع زميله أحمد النقبي في نادي ليغانيس الإسباني ضمن خطة مجلس الشارقة لتطوير اللاعبين 